# グラディアートリックス

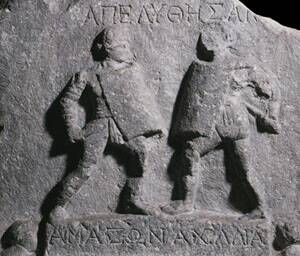
ハリカルナッソスで発見されたレリーフに描かれた、アマゾン(ΑΜΑΖΩΝ)とアキリア(ΑΧΛΛΙΑ)と言う名の二人の闘士。名前から、二人が女性であることがわかる。

グラディアートリックス (単:gladiatrix、複:gladiatrices)は古代ローマにおける女性の剣闘士のことである。男性の剣闘士と同様に、祭礼時の興行において観客を楽しませるために女性剣闘士同士や猛獣との試合が組まれた。彼女らの存在が確認できるのは、僅かな記録や碑文等のみである。そのため、現在彼女たちに関しての詳細はほとんど分かっていない。装備は、彼女たちよりも圧倒的に多い男性剣闘士と同様のものを用いていたようであり、おそらくはエキゾチックで珍奇な見世物と認識されていた。共和制末期から帝政初期の頃に現れ、公式には西暦200年以降に下品だとして禁止された。

## 歴史
女性剣闘士はローマの歴史に極稀にしか登場しない。 それが現れるのは、「真に贅沢なスペクタクルのエキゾチックな指標」としてである。西暦66年、ネロ帝はローマを訪れたアルメニア王ティリダテス1世をもてなす興行でエチオピア人の女性・男性・児童を闘わせている。ローマ人は女性剣闘士という発想を奇抜で面白いもの、あるいは実に馬鹿げたものと見ていたようだ。ユウェナリスは「メウィア(Mevia)」なる名前の狩人が競技場で「槍を手に胸を晒して」イノシシを狩る姿を描写しており、ペトロニウスは裕福だが下層階級の市民が興行で女性に戦車で争わせているのを嘲っている。西暦89年頃のドミティアヌス帝の治世に行われた興行では、アマゾーンの闘いの体で女性剣闘士同士の試合が呼び物にされた。

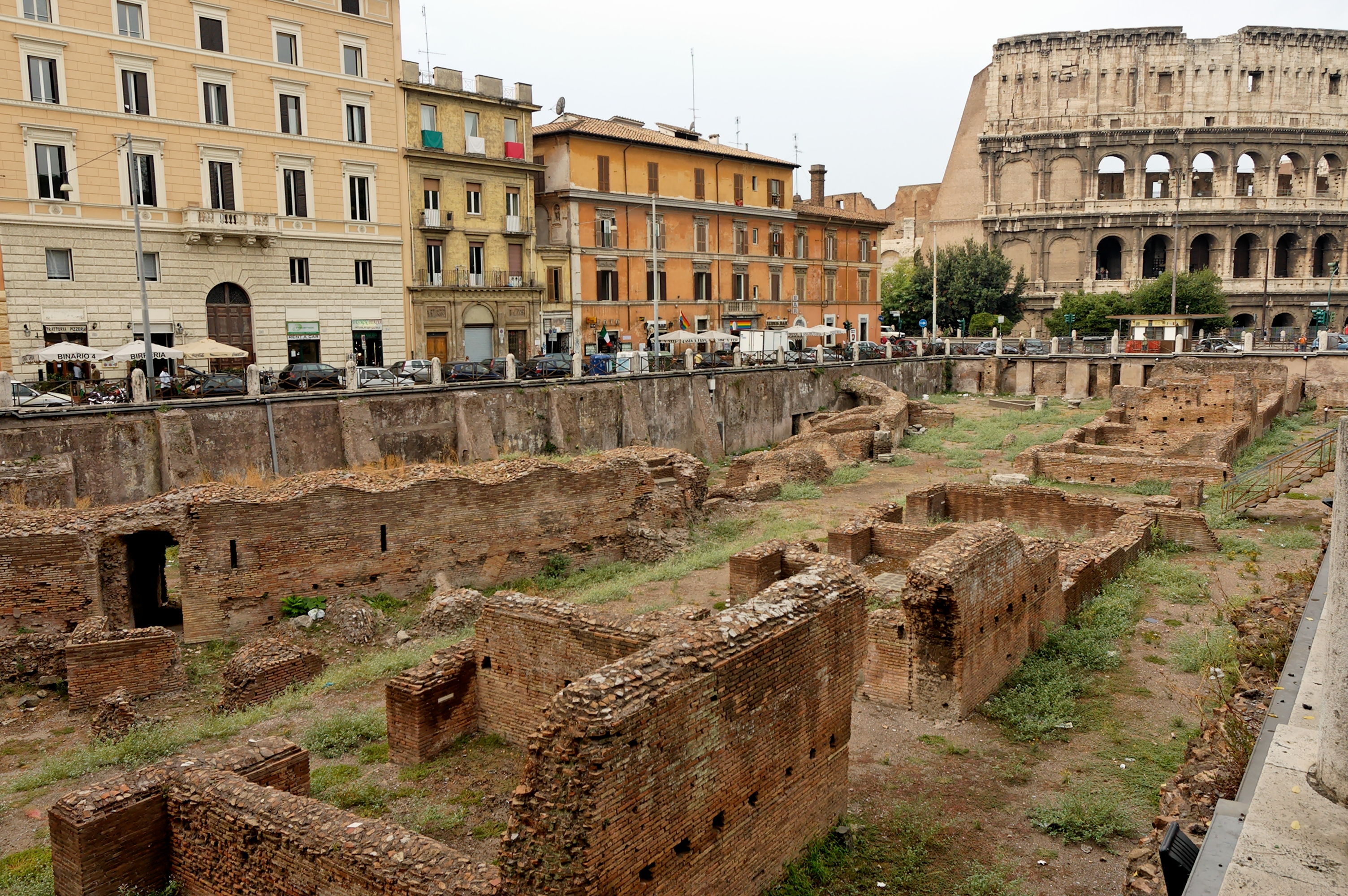
ローマの剣闘士大養成所跡

## トレーニングとパフォーマンス
女性剣闘士は剣闘士養成所でどのような訓練を積んだのか、そもそも剣闘士養成所に入ったのか、伝える史料は存在しない。マーク・E・ヴェスリー(Mark E. Vesley)によると、コレギア・ユーウェヌム(Collegia Iuvenum、14歳以上の少年が武芸を含む男子としての技術を磨くための幼年組織)の教官に個人的に訓練を受けることはあったのではないかと推測している。その証拠として、彼は3つの碑文を挙げている。一つはレアテで見つかった、ウァレリア(Valeria)という17際9ヶ月で亡くなったコレギウムの一員だった少女を悼む碑文、他の2つはヌミディアとフィクレアで見つかったコレギアに所属していた女性を悼む碑文である。研究によればこれらはコレギアの女中や奴隷だった女性のものであり、女性剣闘士のものではない。しかしながら、女性剣闘士はおそらく、鍛錬の激しさは若干穏やかだったかもしれないが、男性と同様の訓練やキャリア経歴を積んだと考えられている。
男性剣闘士と同様に、女性剣闘士もおそらく同格の相手と対戦が組まれた。ハリカルナッソスで見つかった大理石のレリーフには二人のほとんど同じような姿の剣闘士が向かい合っている場面が描かれている。 一方はアマゾン、もう一方はアキリアという名前である。前者は神話に登場する女戦士の部族の名、後者は英雄アキレウスの女性形と、どちらも勇ましさを想起させる名前であり、リングネームのようなものであると思われる。名前以外には、レリーフから性別を判断できる要素は存在しない。どちらも頭に何も被っておらず、すね当て、腰布、ベルト、長方形の盾、短剣、マニカ（腕当て）を装備している。それぞれの足元には脱ぎ捨てられた兜かと思われる丸い物が描かれている。碑文には「助命された(ΑΠΕΛΥΘΗΣΑΝ)」と書かれており、おそらくはこの対戦は名誉ある引き分けとされたのではないかと思われる。

## 地位と道徳
剣闘士にはいくつかの法的・倫理的な規則が適用された。紀元前22年の布告では、元老院議員（エクィテスは除く）はその孫の代に至るまで競技会に参加することを禁じており、破った場合はインファミア(infamia、社会的地位・法的権利の喪失)に処されると定められた。西暦19年、ティベリウス帝の治世下に出されたラリヌム(Larinum)法令では、この禁令がエクィテスと市民階級の女性にまで拡大された。以後、全てのarenarii（競技参加者たち）はinfames（インファミア被宣告者たち）とみなされた。これは上流階級の女性の競技会への参加を禁じるものであったが、すでにインファミアを宣告されている、剣闘士養成所（Ludi）に勤めていたり助手を担当していたり、剣闘士の妻やパートナー、部下（Ludia）などである下層階級の非ローマ市民の女性や奴隷、解放奴隷には関係はなかった。布告による制限は階級によるものであり、性別によるものではなかった。ローマの倫理観では剣闘士という職業は賤民のものとされていたのである。カリグラ帝のようなこの区別に従わなかった皇帝は後世批判の対象となっている。一方で、許容できる程度に低い身分の女性の剣闘士を使ったティトゥス帝は評価は低くなく、カッシウス・ディオはあまり強く非難していない。
オスティアで発見された、2世紀半ば頃に同地で開かれた興行について記録した碑文は、地元の行政官が「剣を手にした女ども」を気前よく供給したことについて言及している。これは生贄ではなく女性剣闘士を意味していると推定されている。碑文では彼女らが身分が低いことを反映して、feminae（女性たち）ではなくmulieres（女ども）と明確にしている。ユウェナリスは興行に登場する身分の高い女性について、「品位と自身の性の務めに関する分別を失った金持ち女」と表現している。彼女らのわがままは、彼女ら自身、その性別、そしてローマの社会秩序に対する恥辱をもたらすものだとされた。彼女らやその主は、伝統的なローマの美徳と価値観を傷つけた。女闘獣士(bestiarii)は勇気と技術で称賛と評価を受けることができた。マルティアリスは、女闘獣士の主であるティトゥス帝の評判を高めるべくヘラクレスの難行に擬えた彼女のライオン狩りを描いている。一方でユウェナリスは、メウィア(Mevia)なる女闘獣士が「男のように」槍でイノシシを狩り、丸見えでしゃがんで排尿する姿に、 良い印象を抱いていない。
女性剣闘士はいかなる階級であれ、ローマの堕落した感性・道徳・女性性の象徴だとみなす者もいた。セプティミウス・セウェルス帝は皇帝となる前に、アンティオキアで開かれたオリンピック競技会に参加した可能性がある。この競技会はコンモドゥス帝によって復興されたもので、伝統的なギリシアの女子競技も含まれていた。ローマの人々に同じような女子競技の素晴らしさを見せようとしたセプティミウスの試みは大衆の下品な歓声と軽薄な野次に迎えられた。 おそらくこの結果として、彼は西暦200年に女性剣闘士の使用を禁止することになった。

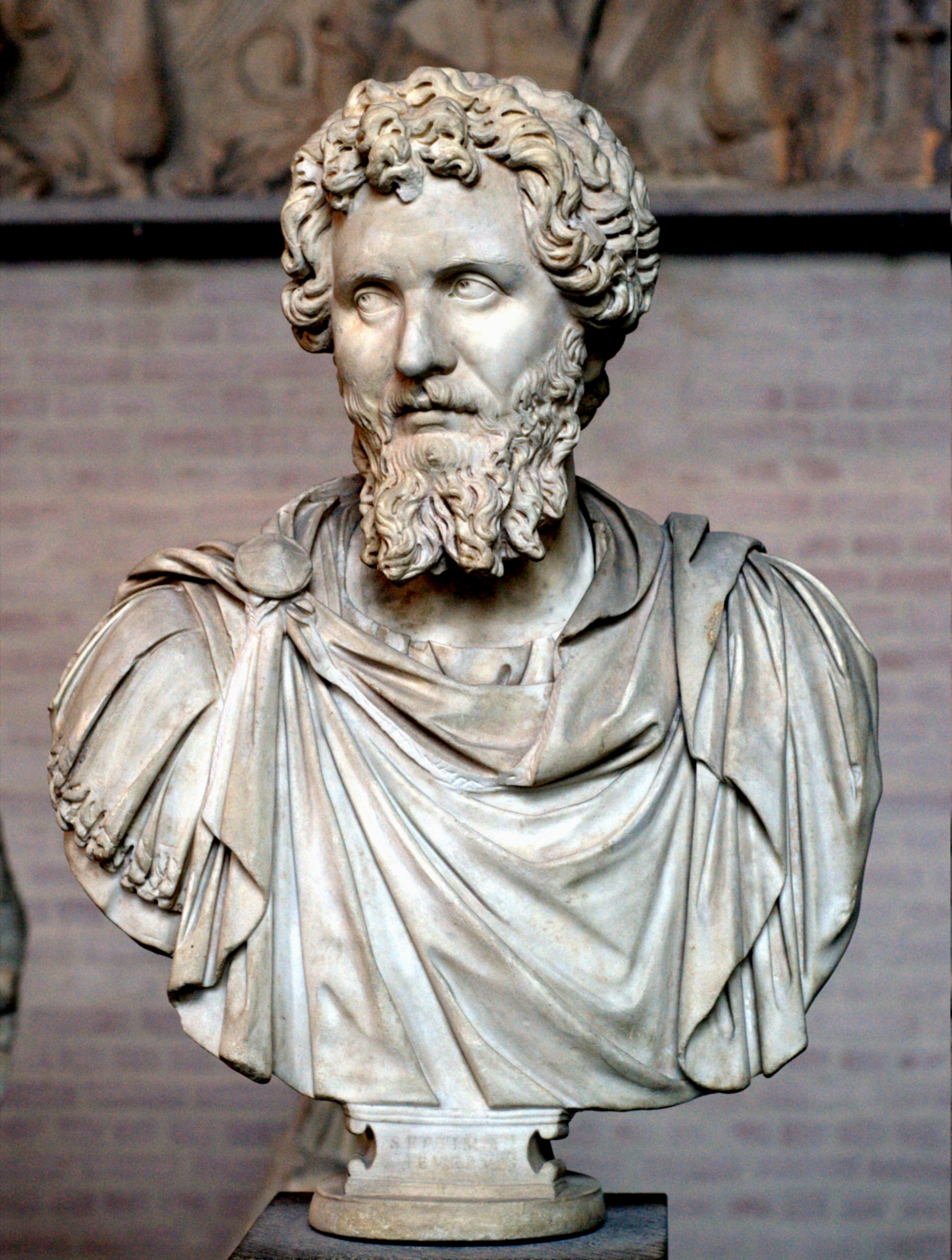
セプティミウス・セウェルス帝

僅かな証拠が示すものよりももっと多くのかつ古い時代の女性剣闘士が存在した可能性もある。A・マカルー(A. McCullough)によると、豪華で大衆を喜ばせる興行とたくさんの目新しいものを提供することが皇帝やその役人によって与えられる地位の排他的な特権となったアウグストゥス期に、下層階級の女剣闘士(gladiatores mulieres)がひっそりと導入されたと推測している。ローマのエリート層は、非市民の競技者の存在や活動に関しては、それが男性であろうが女性であろうが概して無関心であった。ラリヌム法令は下層階級の女については言及していないため、剣闘士として使用することも許されていた。後にセプティミウス・セウェルス帝が女性剣闘士を大々的に禁じた時も、実際の適用は本人や家族の評判を落としかねない上流階級の女性を選択的に狙っていた。とはいえ、これは下層階級の女性剣闘士はローマにおいて一般的であったことを意味するものではない。男性剣闘士は非常に人気が高く、芸術作品や帝国全土で作られた数え切れぬほどの図像で讃えられた。その一方で、女性剣闘士を描いていると思われる図像は現存しているものではわずか1点のみである。ローマの歴史上、女性剣闘士が現れることは非常に稀であり、描写する時は必ず「独特な」「エキゾチック」「常軌を逸した」「一風変わった」などといった形容が使われた。スティーブン・ブルネット(Stephen Brunet)によると、古典期のローマには女性剣闘士を分類する特定の言葉はなかったと述べている。女性剣闘士のことをグラディアートリックス(gladiatrix)という語で言及した最初の例は、古典期の後の4、5世紀に著述家のユウェナリスによる『風刺詩』の6番の250~251行目にて、フローラリア（フローラ神の祭）に向けて剣闘士養成所で訓練する女性を嘲笑的に、"nam vere vult esse gladiatrix quae meretrix"（彼女は本当に女剣闘士という娼婦になりたいのである）と謳っているものである。

## 埋葬
ほとんどの剣闘士は、死亡時に階級や職業によって適切な墓地に埋葬してくれることを保証する団体に入っていた。2001年、ロンドンのサザーク区において火葬された人骨が出土し、調査によって女性剣闘士の遺体である可能性があるということが明らかになった（Great Dover Street woman）。彼女はメインの墓地の外側に、死者を導くアヌビス神の陶製ランプ、倒れた剣闘士を描いたランプ、カサマツの松かさ（闘技場を清めるために薫煙が使われていた）の焼け残りとともに埋葬されていた。もっとも、彼女が女性剣闘士であったかどうかは、研究者によって「70％位の可能性はある」「面白くはある」「場合によっては」「ありえない」などと意見が異なっている。彼女が単なる剣闘士の熱狂的なファン、あるいは剣闘士の配偶者や恋人であった可能性もあり得る。また、ヘレフォードシャーのクレデンヒルで行われた考古学的救出発掘の際に発見された女性の遺体も、マスメディア等では女性剣闘士のものではないかと推測されることもある。

## 現代における描写
- 1848年にウージェーヌ・シューが執筆した小説『民衆の秘密(Les Mystères du peuple)』の中の一遍『鉄の首輪、またはフォスティンとシオマラ(Le collier de fer, ou Faustine et Siomara)』では、ガリアの円形闘技場でのフォスティンとシオマラという女剣闘士の死闘が描かれている。
- 1932年に公開されたセシル・B・デミル監督の映画『暴君ネロ（原題：The Sign of the Cross）』では闘技場でピグミーと闘う場面が描かれる[11]。
- 2000年に公開されたリドリー・スコット監督の映画『グラディエーター』ではザマの戦いを模した試合に女性剣闘士がスキピオ・アフリカヌス軍団の戦車兵と射手として出場している[24]。

## ルネサンス期の作品
マドリードのブエン・レティーロ宮殿を飾るためにスペイン王フェリペ4世がイタリアに発注したローマの見世物を描く一連の作品の中に、二人の女性の剣闘試合が描かれている。